# Stazione di Ibaraki
La stazione di Ibaraki (茨木駅?, Ibaraki-eki) è una stazione ferroviaria di Ibaraki, nella prefettura di Osaka. Si trova sulla linea JR Kyōto, sezione della linea principale Tōkaidō. Fermano tutte le tipologie di treno ad eccezione del Rapido Speciale.

## Servizi principali
La stazione di Ibaraki dispone dei seguenti servizi:
- Informazioni e assistenza
- Biglietteria automatica
- Biglietteria a sportello
- Ascensori
- Telefoni pubblici
- Bar
- Distributori automatici di snack e bevande
- Ristorante e fast food
- Edicola
- Servizi igienici
- Autonoleggi
- Capolinea autolinee urbane
- Taxi
- Parcheggi di superficie